# Холм (Ярцевский район)
Холм — деревня в Ярцевском районе Смоленской области России. Входит в состав Михейковского сельского поселения. Население — 7 жителей (2007 год). 
Расположена в центральной части области в 4 км к северо-западу от Ярцева, в 4 км севернее автодороги М1 «Беларусь». В 6 км юго-западнее деревни расположена железнодорожная станция Ярцево на линии Москва — Минск. 

## История
В годы Великой Отечественной войны деревня была оккупирована гитлеровскими войсками в июле 1941 года, освобождена в сентябре 1943 года.